# Cabo Beltrán
Cabo Beltrán (spanisch) ist das Kap am nordöstlichen Ende von Conway Island in der Crates Bay an der Graham-Küste des Grahamlands auf der Antarktischen Halbinsel.
Argentinische Wissenschaftler benannten es. Der weitere Benennungshintergrund ist nicht hinterlegt.